# Samsung Galaxy A90 5G
El Samsung Galaxy A90 5G es un phablet Android fabricado por Samsung como parte de la serie Galaxy A de quinta generación. Viene con Android 9 (Pie) con la capa de personalización One UI de Samsung, 6/8 GB de RAM, 128 GB de almacenamiento interno y una batería de 4500 mAh. Es el primer teléfono inteligente de gama media de Samsung que admite la conectividad de red 5G. El Galaxy A90 5G se presentó en Corea del Sur el 3 de septiembre de 2019.

## Características

### Hardware
El Samsung Galaxy A90 5G tiene una pantalla Super AMOLED Infinity-U FHD + (resolución de 1080 × 2400 píxeles) de 6.7 pulgadas (170 mm) con una muesca en forma de U para la cámara frontal, similar al Galaxy A70. El teléfono tiene versiones de 6GB y 8GB de RAM, con 128GB de almacenamiento interno. El almacenamiento de la versión de 6GB RAM y 8GB RAM se puede expandir a 512GB a través de una tarjeta MicroSD. El teléfono mide 164,8 x 76,4 x 8,4 mm (6,47 x 3,02 x 0,31 pulgadas) y pesa 206 g (7,3 oz), con una batería de 4500 mAh.
El teléfono también tiene un dual-SIM casquete, y apoya 25W Super Rápido Cobrando con un USB-C cable. También no viene con un headphone jack.

#### Cámara
El teléfono tiene una cámara de triple lente compuesta por una lente gran angular de 48MP f / 2.0, una lente ultra gran angular de 8MP f / 2.2 con un campo de visión de 123 grados y un sensor de profundidad 3D de 5MP. El sensor de profundidad 3D puede funcionar con las otras lentes para simular un efecto Bokeh a través de un modo de "enfoque en vivo". Hay una cámara frontal de 32MP f / 2.0 que también admite el modo de enfoque en vivo. La cámara también tiene la tecnología de optimización de escenas de Samsung que reconoce varias escenas y ajusta automáticamente la configuración de la cámara. El teléfono también puede grabar video 4K a través de la aplicación de la cámara.
El Galaxy A90 5G es el primer teléfono inteligente de gama media (no insignia) de Samsung que cuenta con conectividad de red 5G, con un precio inicial de 900,000 won coreanos (US $ 750).

### Software
El Galaxy A90 se ejecuta en Android Pie con la máscara One UI de Samsung, similar a otros teléfonos Samsung lanzados en 2019, que reposiciona el área táctil en las aplicaciones de Samsung hacia la parte inferior. Esto permite al usuario controlar el teléfono con una mano, a pesar de su gran tamaño de pantalla. También es el primer teléfono de gama media de Samsung que viene con el DeX de Samsung, que permite a los usuarios conectar el teléfono a una computadora mediante un cable USB-C.

## Recepción
Max Parker de Trusted Reviews, junto con GSM Arena, elogió la conectividad 5G disponible por un precio más bajo en comparación con los dispositivos insignia, mientras criticaba el hecho de que hay dispositivos insignia sin 5G disponibles por precios similares o más bajos. Britta O'Boyle de Pocket Lint describió positivamente la pantalla, la potencia y el 5G del teléfono, recomendándolo para los consumidores que estén considerando comprar un dispositivo 5G. TechRadar, en su revisión práctica, también elogió la pantalla y la batería del teléfono, mientras criticaba el peso del dispositivo y la interfaz de usuario de la aplicación de la cámara. También calificó al dispositivo como uno de los cinco mejores teléfonos inteligentes anunciados en la IFA 2019.